# 中南大学湘雅医院

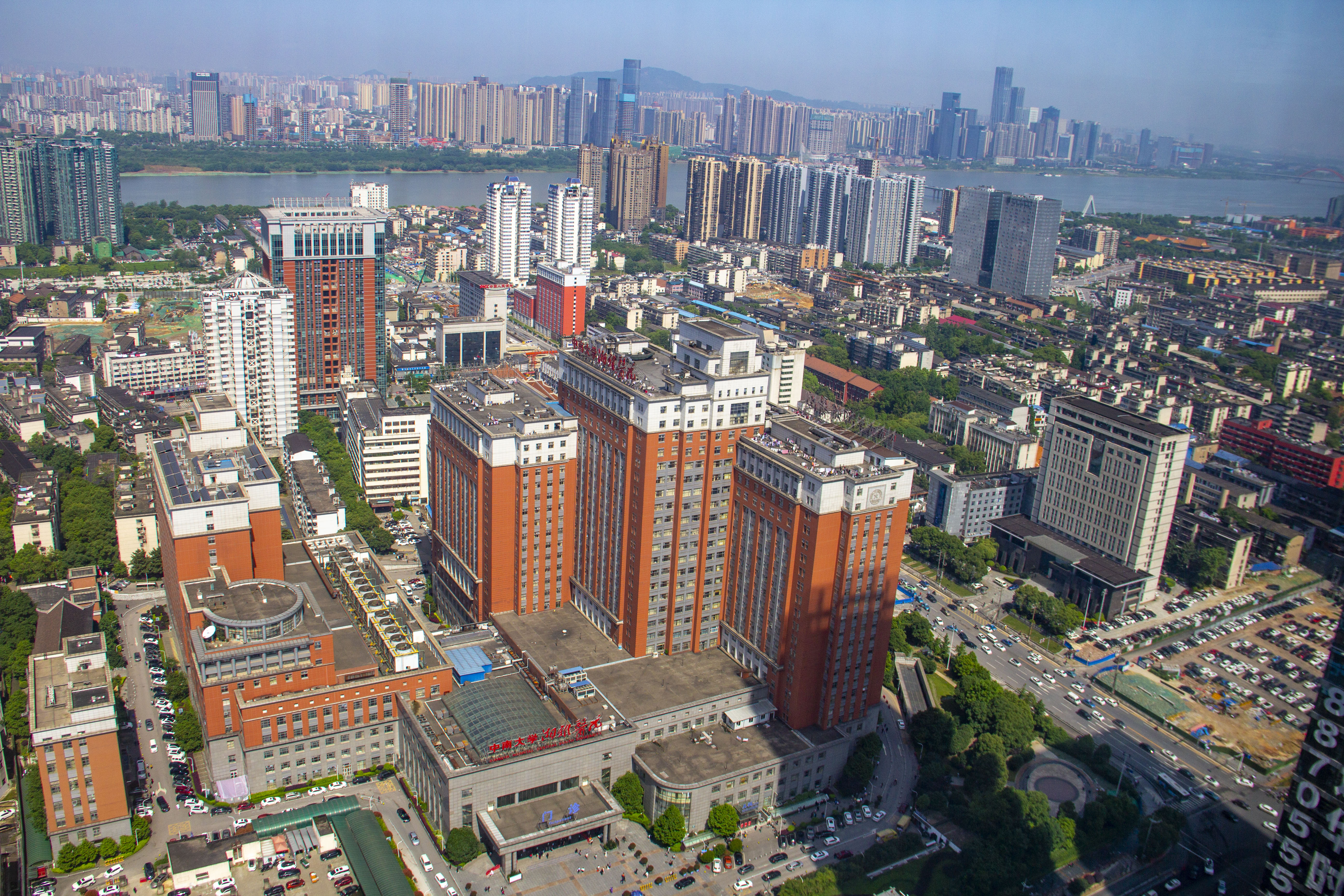
湘雅医院位于湘江以东，和湘雅医学院老校区以湘雅路相隔。

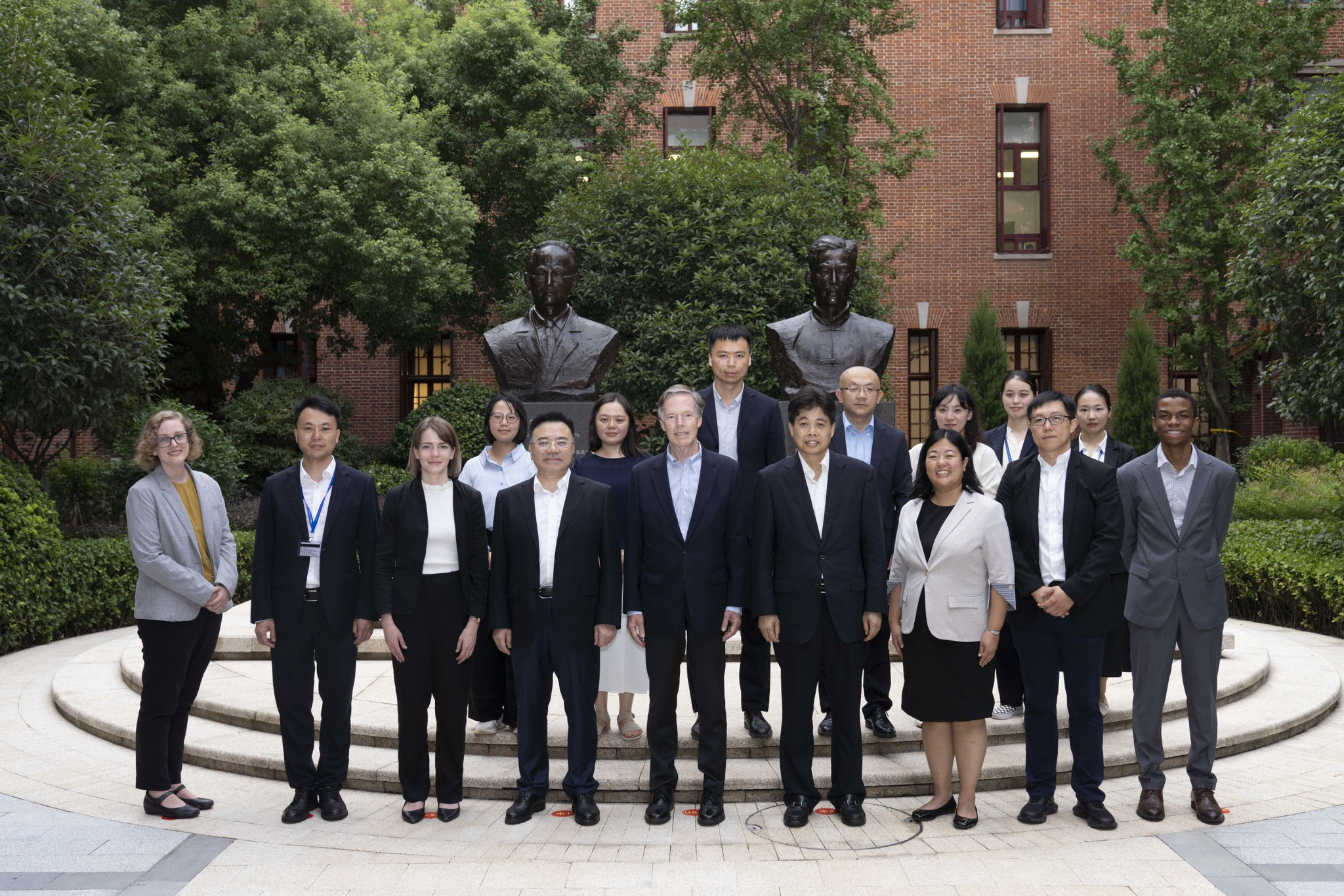
美国驻华大使尼古拉斯·伯恩斯访问湘雅医院

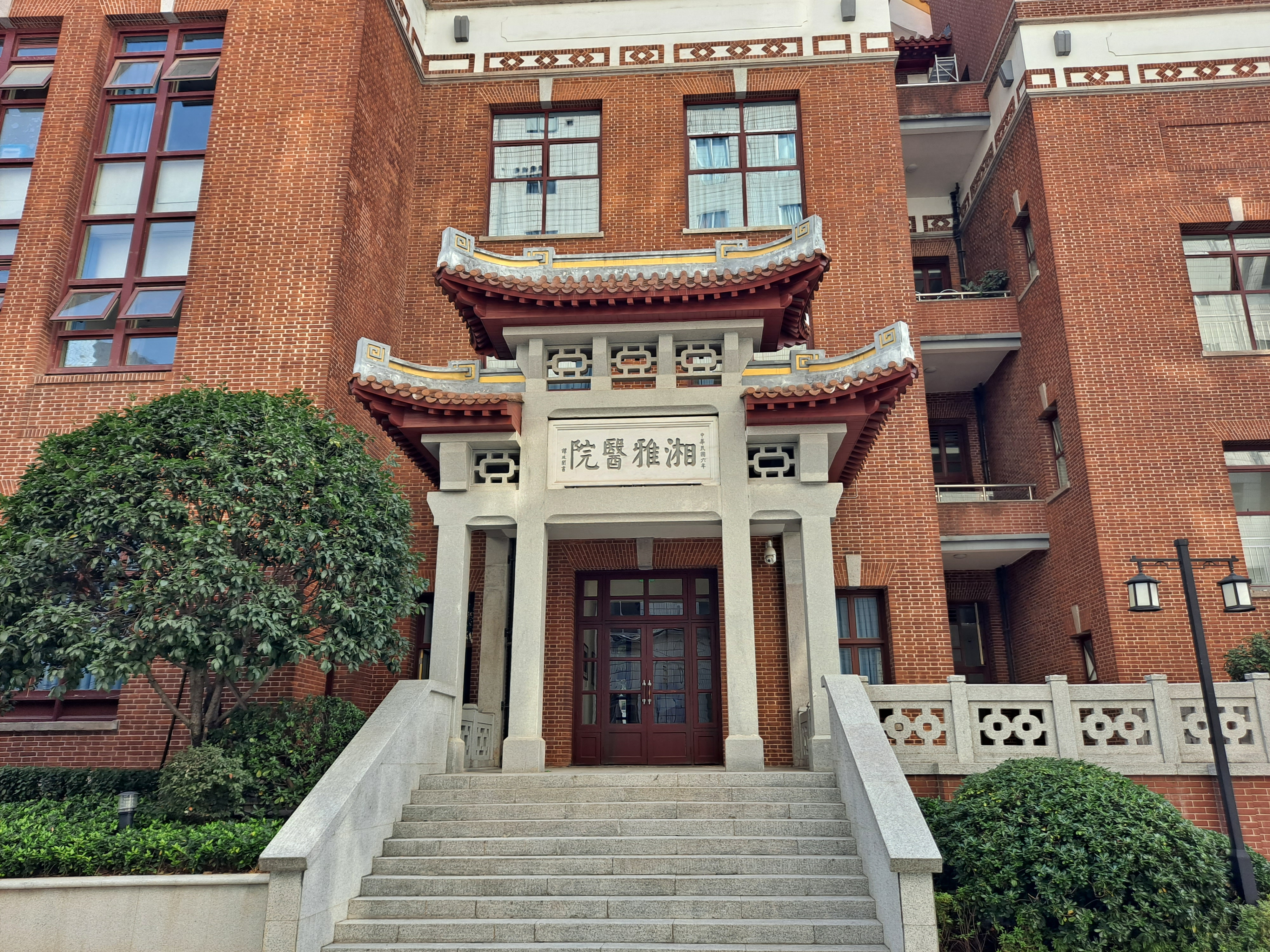
谭延闿书“湘雅医院”

湘雅医院是位于中國湖南省长沙市开福区的公立三级甲等综合性医院，附屬於中南大學，国家卫生健康委员会直管。由雅礼协会傳教士愛德華·胡美（英語：Edward H.Hume）创办于1906年。现拥有编制床位3500张。

## 湘雅传统与历史

### 湘雅校训
湘雅的校（院）训是“公勇勤慎、诚爱谦廉、求真求确、必邃必专”。

### 湘雅精神
湘雅精神为“严谨、团结、求实、进取”。

### 医院院名变更
- 雅礼医院/Hunan-Yale Hospital（1906年10月－1915年1月）
- 湘雅医院/Hsiang-Ya Hospital（1915年2月－1951年11月）[3][4]
- 湘雅医学院附属湘雅医院（1951年12月－1953年9月）
- 湖南医学院附属湘雅医院（1953年10月－1958年9月）
- 湖南医学院附属第一医院（1958年10月－1987年12月）
- 湖南医科大学附属第一医院（1988年1月－1992年4月）
- 湖南医科大学附属湘雅医院（1992年5月－2000年4月）
- 中南大学湘雅医院（2000年4月－）[5]

## 下设科室

### 临床科室
| 肾病内科       | 心血管内科               | 风湿免疫科         | 消化内科                 | 呼吸内科         | 内分泌科     |
| 普外科         | 普外肝脏甲状腺外科       | 普外胰胆外科       | 普外胃肠外科             | 普外血管外科     | 泌尿外科     |
| 泌尿系结石专科 | 泌尿系肿瘤专科           | 尿控专科           | 骨科                     | 关节外科         | 手显微外科   |
| 创伤骨科       | 骨病专科                 | 心胸外科           | 心脏外科                 | 普胸外科         | 脊柱外科     |
| 烧伤重建外科   | 整形美容外科             | 乳腺科             | 器官移植中心             | 妇产科           | 妇科         |
| 生殖医学中心   | 产科                     | 儿科               | 小儿神经专科             | 新生儿科         | 小儿血液专科 |
| 神经外科       | 颅底与神经肿瘤外科       | 小儿神经外科       | 脑血管外科               | 功能神经外科     | 脑外伤专科   |
| 伽玛刀中心     | 耳鼻咽喉头颈外科         | 耳科               | 咽喉头颈外科             | 鼻颅底外科       | 神经内科     |
| 癫痫专科       | 脑血管病专科             | 神经免疫与肌病专科 | 神经变性疾病与遗传病专科 | 口腔医学中心     | 口腔内科     |
| 口腔修复科     | 口腔颌面外科             | 肿瘤科             | 肿瘤化疗科               | 肿瘤放射治疗科   | 感染病科     |
| 眼科           | 运动医学科               | 血液科             | 中西医结合科             | 皮肤科           | 麻醉科       |
| 老年病科       | 重症医学科               | 急诊科             | 康复医学科               | 医院感染控制中心 | 临床心理中心 |
| 高压氧科       | 国家卫计委肝胆肠研究中心 |                    |                          |                  |              |

### 医技科室
| 核医学科 | 放射科 | 超声影像科 | 检验科 | 药学部 | 营养科 | 输血科 | 病理科 | 健康管理中心 |